# Kanton Les Andelys
Der Kanton Les Andelys ist seit 1790 ein französischer Wahlkreis im Arrondissement Les Andelys im Département Eure in der Region Normandie; sein Hauptort ist Les Andelys, Vertreter im Generalrat des Départements sind seit 2015 Frédéric Duché und Chantale Le Gall.

## Geografie
Der Kanton Les Andelys ist 406,12 km² groß und hat (2022) 27.135 Einwohner, was einer Bevölkerungsdichte von 67 Einwohnern pro km² entspricht. Er liegt im Mittel auf 83 Meter über dem Meeresspiegel, zwischen 7 und 161 m jeweils im Stadtgebiet von Les Andelys.

## Gemeinden
Der Kanton besteht aus 26 Gemeinden mit insgesamt 27.135 Einwohnern (Stand: 1. Januar 2022) auf einer Gesamtfläche von 406,12 km²:
| Gemeinde                | Einwohner 1. Januar 2022 | Fläche km² | Dichte Einw./km² | Code INSEE | Postleitzahl        |
| ----------------------- | ------------------------ | ---------- | ---------------- | ---------- | ------------------- |
| Bois-Jérôme-Saint-Ouen  | 744                      | 10,51      | 71               | 27072      | 27620               |
| Bouafles                | 647                      | 12,61      | 51               | 27097      | 27700               |
| Château-sur-Epte        | 626                      | 4,60       | 136              | 27152      | 27420               |
| Cuverville              | 248                      | 6,17       | 40               | 27194      | 27700               |
| Daubeuf-près-Vatteville | 460                      | 11,35      | 41               | 27202      | 27420, 27510, 27630 |
| Écouis                  | 849                      | 13,07      | 65               | 27214      | 27440               |
| Frenelles-en-Vexin      | 1.690                    | 29,06      | 58               | 27070      | 27150, 27700        |
| Guiseniers              | 488                      | 10,71      | 46               | 27307      | 27700               |
| Harquency               | 273                      | 13,95      | 20               | 27315      | 27700               |
| Hennezis                | 749                      | 15,63      | 48               | 27329      | 27700               |
| Heubécourt-Haricourt    | 461                      | 11,92      | 39               | 27331      | 27630               |
| Heuqueville             | 347                      | 7,77       | 45               | 27337      | 27700               |
| La Roquette             | 236                      | 5,90       | 40               | 27495      | 27700               |
| Le Thuit                | 143                      | 3,02       | 47               | 27635      | 27700               |
| Les Andelys             | 7.822                    | 40,62      | 193              | 27016      | 27700               |
| Mesnil-Verclives        | 304                      | 9,96       | 31               | 27407      | 27440               |
| Mézières-en-Vexin       | 598                      | 12,70      | 47               | 27408      | 27510               |
| Muids                   | 864                      | 15,22      | 57               | 27422      | 27430               |
| Notre-Dame-de-l’Isle    | 643                      | 11,81      | 54               | 27440      | 27940               |
| Port-Mort               | 891                      | 12,17      | 73               | 27473      | 27940               |
| Pressagny-l’Orgueilleux | 696                      | 10,27      | 68               | 27477      | 27510               |
| Suzay                   | 344                      | 4,11       | 84               | 27625      | 27420               |
| Tilly                   | 575                      | 12,19      | 47               | 27644      | 27510               |
| Vatteville              | 177                      | 4,27       | 41               | 27673      | 27430               |
| Vexin-sur-Epte          | 6.026                    | 114,49     | 53               | 27213      | 27440               |
| Vézillon                | 234                      | 2,04       | 115              | 27683      | 27700               |
| Kanton Les Andelys      | 27.135                   | 406,12     | 67               | 2701       | –                   |

Bis zur Neuordnung bestand der Kanton Les Andelys aus den 20 Gemeinden Les Andelys, Boisemont, Bouafles, Corny, Courcelles-sur-Seine, Cuverville, Daubeuf-près-Vatteville, Fresne-l’Archevêque, Guiseniers, Harquency, Hennezis, Heuqueville, Muids, Notre-Dame-de-l’Isle, Port-Mort, La Roquette, Suzay, Le Thuit, Vatteville und Vézillon. Sein Zuschnitt entsprach einer Fläche von 211,88 km2.

## Veränderungen im Gemeindebestand seit der landesweiten Neuordnung der Kantone
2019: Fusion Boisemont, Corny und Fresne-l’Archevêque → Frenelles-en-Vexin
2016: Fusion Berthenonville, Bus-Saint-Rémy, Cahaignes, Cantiers, Civières, Dampsmesnil, Écos, Fontenay-en-Vexin, Forêt-la-Folie,Fourges, Fours-en-Vexin, Guitry, Panilleuse und Tourny → Vexin-sur-Epte

## Bevölkerungsentwicklung
| 1962   | 1968   | 1975   | 1982   | 1990   | 1999   | 2016   |
| ------ | ------ | ------ | ------ | ------ | ------ | ------ |
| 10.966 | 12.635 | 14.063 | 14.956 | 17.316 | 18.020 | 27.575 |